# Гимн Кабардино-Балкарии
Гимн Кабардино-Балкарской Республики (кабард.-черк. Къэбэрдей-Балъкъэр Республикэ и Къэрал Орэдыр; карач.-балк. Къабарты-Малкъар Республиканы Гимни) — один из символов (наряду с флагом и гербом) Кабардино-Балкарской Республики в составе Российской Федерации. Автором музыки гимна является Хасан Карданов. Утверждён в 1992 году.